# Rauni Mollberg
Rauni Mollberg, né le 15 avril 1929 à Hämeenlinna (Finlande) et mort le 11 octobre 2007 à Loimaa (Finlande), est un réalisateur, scénariste et acteur de cinéma finlandais.

## Biographie
Rauni Mollberg a réalisé dix-huit films entre 1967 et 2004 et écrit le scénario de quinze films entre 1972 et 2004. Après une carrière essentiellement tournée vers la télévision (Yle), il a réalisé à la fin de sa carrière plusieurs films pour le cinéma.
On le remarque surtout après la sortie de La Terre de nos ancêtres en 1973, réalisé d'après le roman Maa on syntinen laulu de Timo Mukka. Le film sortira en France en 1978. Le film sera nommé pour un Ours d'or au Festival de Berlin et recevra un prix spécial du Locarno Festival en 1974.
En 1981, il est nommé pour une seconde fois pour Ours d'or, pour Milka (1980) dont il coécrit le scénario avec Timo Mukka.
En 1985, il porte à l'écran le Soldat inconnu de Väinö Linna, trente ans après la première adaptation par Edvin Laine. Pour cette production, Rauni Mollberg choisit des acteurs peu connus du public. Le film réunit 590 271 spectateurs la première année.
En 1991, son film Amis, camarades est projeté lors du Festival de Cannes dans la sélection d'Un certain regard.

## Filmographie partielle
- 1973 : La Terre de nos ancêtres (Maa on syntinen laulu)
- 1977 : Des gens pas si mal que ça (Aika hyvä ihmiseksi)
- 1980 : Milka : Un film sur les tabous (Milka – elokuva tabuista)
- 1985 : Soldat inconnu (Tuntematon sotilas)
- 1990 : Amis, camarades (Ystävät, toverit)
- 1994 : Children of the Paradise (Paratiisin lapset)